# Westville (Florida)
Westville è una città degli Stati Uniti d'America, situata in Florida, nella Contea di Holmes.